# Кулиняк, Данило Иванович
Данило Иванович Кулиня́к (2 апреля 1948, с. Старый Крапивник, ныне Львовская область — 5 января 2016, Ирпень, Киевская область) — украинский поэт, прозаик, журналист, публицист, историк и эколог, участник диссидентского движения в СССР. Член Национального союза писателей Украины и Национального союза журналистов Украины. Член Правления Конгресса литераторов Украины. Заслуженный журналист Украины (2010).

## Биография
Данило Иванович Кулиняк родился 2 апреля 1948 года в семье священнослужителя в селе Старый Крапивник Дрогобычской области Украинской ССР, ныне административный центр Старокропивницкого сельского совета (укр. Старокропивницька сільська рада) Дрогобычского района Львовской области.
В 1951—1957 годах его семья находилась в ссылке в Херсонской области.
После окончания в 1963 году Сокальской школы-интерната, поступил в Херсонское мореходное училище рыбной промышленности. 16 декабря 1964 года арестован за создание подпольной молодёжной националистической организации «Вісники свободи України (Вестники свободы Украины)» и антисоветскую агитацию и пропаганду. Поскольку, как несовершеннолетний не подлежал уголовному наказанию, был исключён из училища и комсомола, до 1985 года находился под гласным надзором КГБ СССР.
Больше года работал на Херсонском текстильном комбинате.
В 1966 году поступил в Литературный институт имени А. М. Горького, который окончил в 1972 году (благодаря заступничеству А.Т. Твардовского). Работал археологом, начальником отдела в Роменском краеведческом музее (Сумская область).
Осенью 1972 года переехал из Ромны в Киев, где некоторое время находился на нелегальном положении. С 1973 года начальник отдела научно-исследовательского центра базальтовых волокон Беличского НПО «Теплозвукоизоляция». В марте 1973 года Данило Кулиняк выступил на суде над Иваном Дзюбой в его защиту. Вскоре призван в ряды Советской Армии. Проходил службу в Забайкальском военном округе. После демобилизации в 1976 году офицер запаса Д. Кулиняк поселился в Лютеже Вышгородского района Киевской области и стал работать в должности районного инспектора рыбоохраны Киевской госрыбинспекции на Киевском водохранилище.
25 апреля 1986 года вместе с группой коллег выехал в рейд по Чернобыльскому и Полесскому районам. Во время аварии на Чернобыльской АЭС находился в зоне радиоактивного облучения, вследствие чего тяжело болел, несколько раз попадал в больницу. Данило Кулиняк руководил Чернобыльской группой специализированной историко-культурной экспедиции Минчернобыля Украины, будучи одним из её организаторов. После осмотра и фиксации или спасения выявленных культурных ценностей подписывал акт, санкционировавший ликвидацию радиоактивнозагрязнённых сёл.
С 1987 года — на творческой работе.
С начала 1990-х активно сотрудничал с украинской редакцией Радио «Свобода», был обозревателем редакции журнала «Чрезвычайная ситуация», главным редактором журнала «Натуралис — всё об окружающей среде».
Даниил Кулиняк — директор Всеукраинского благотворительного фонда имени Петра Калнышевского (зарегистрирован в 2003 году), главный редактор журнала Всеукраинского общества политзаключённых и репрессированных «Зона». Один из создателей Украинской экологической организации «Зелёный мир», Национального союза журналистов Украины.
Данило Иванович Кулиняк умер 5 января 2016 года в городе Ирпень Киевской области.

## Награды и звания
- Звание «Заслуженный журналист Украины»[8]

Лауреат нескольких премий за журналистскую деятельность и литературное творчество:
- Премия «Золоте перо (Золотое перо)» (1993)
- Премия «Незалежність (Независимость)» (2003)[6]
- В декабре 2012 года Данила Кулиняк награждён премией имени Александра Олеся, которую основала общественная организация «Сумское землячество в Киеве» за сборник лирики «Подводный материк»[9].
- В июле 2013 года он получил премию имени Ивана Франко в области информационной деятельности (номинация «За лучшую публикацию в печатных средствах массовой информации») за очерк «Благочестия нерушимый блюститель Даниил Братковский»[10].
- Литературно-художественная премия имени Ивана Нечуй-Левицкого (укр. Літературно-мистецька премія імені Івана Нечуя-Левицького) (2014)[11]

## Сочинения
Данило Иванович Кулиняк автор многочисленных книг и более трёх тысяч публикаций в украинских и зарубежных СМИ.
- Кулиняк, Д. I. Біля вогнища. — Киев: Радянський письменник, 1981. — 78 с.
- Кулиняк, Д. I. Невідкриті острови (вірші, поема), Худож. А.Ф. Павленко. — Киев: Радянський письменник, 1985. — 103 с. — 2000 экз.
- Кулиняк, Д. I. Між берегами (наук.-худож. кн. про охорону природи). — Киев: Молодь, 1987. — 164 с. — 30 000 экз.
- Кулиняк, Д. I. Телескопи криниць (поезії). — Киев: Радянський письменник, 1990. — 125 с. — ISBN 5-333-00546-X.
- Кулиняк, Д. I. Соловецький в'язень. — Киев: Радянський письменник, 1991. — 71 с. — ISBN 5-333-01097-8.
- Кулиняк, Д. I. Останній кошовий Петро Калнишевський. — Киев: Т-во «Знання» України, 1991. — 47 с. — 12 638 экз. — ISBN 5-7770-0055-X.
- Кулиняк, Д. I. Од Калниша вісті… (Історична повість - дослідження про останнього кошового Запорозької Січі Петра Калнишевського). — Киев, 2001. — 112 с. — ISBN 966-7252-19-1.
- Кулиняк, Д. I. Од Калниша вісті… (іст.-док. повість) / ред. В. Є. Зленко. — Киев: ВАТ Видавництво "Київська правда", 2004. — 342 с. — ISBN 966-7270-41-6.
- Кулиняк, Д. I. Лицар Дикого Поля. — Киев: Варта, 2005. — 144 с. — ISBN 9665851365.
- Кулиняк, Д. I. Козак у рясі. — 2006.
- Кулиняк, Д. I. Підводний материк. — Киев: Літопис-XX, 2009. — 334 с. — 1000 экз. — ISBN 9789667252588.
- Кулиняк, Д. I. Меч Гесера. — 2010.
- Кулиняк, Д. I. Тисячолітнє Ведмеже. — Киев: Літопис-ХХ, 2010. — 191 с. — 1000 экз. — ISBN 978-966-7252-59-5.
- Кулиняк, Д. I. Тягар чорнобильського неба. — Киев: Літопис-XX, 2011. — 176 с. — 1000 экз. — ISBN 9789667252670.
- Кулиняк, Д. I. Блюститель благочестя Данило Братковський (есе, іст. поема). — Киев: Літопис ХХ, 2011. — 40 с. — 500 экз.
- Кулиняк, Д. I. Лицар Дикого Поля. Петро Калнишевський (іст.-докум. роман-есе). — Киев: Літопис-XX, 2012. — 191 с. — ISBN 9789667252748.
- Кулиняк, Д. I. Козак у рясі. — Киев: Літопис-XX, 2013. — 48 с. — 1000 экз. — ISBN 9789667252762.
- Кулиняк, Д. I. Реріх (поема-цикл). — Киев: Літопис-XX, 2013. — 47 с. — 300 экз. — ISBN 9789667252779.
- Кулиняк, Д. I. Омелян Пугачов - національний герой України (докум.-іст. нарис). — Киев: Літопис-XX, 2013. — 47 с. — 1000 экз. — ISBN 9789667252861.
- Кулиняк, Д. I. За нашу і вашу свободу (док.-іст. есе). — Киев: Літопис-XX, 2013. — 110 с. — 1000 экз. — ISBN 9789667252878.

Отдельные произведения переведены на русский, латышский и польский языки.
В соавторстве с женой Н. Околитенко опубликовал научно-фантастический рассказ «Дождь и снег» (1986)
Историк и писатель Данило Кулиняк, исследуя родословную Виктора Ющенко, пришёл к выводу, что тот ведёт свой род от последнего кошевого атамана Запорожской Сечи Петра Калнышевского, и углубившись дальше в историю, отследил родственный след вплоть до времён Богдана Хмельницкого.